# Cambiac
Cambiac är en kommun i departementet Haute-Garonne i regionen Occitanien i södra Frankrike. Kommunen ligger i kantonen Caraman som tillhör arrondissementet Toulouse. År 2022 hade Cambiac 228 invånare.

## Befolkningsutveckling
Antalet invånare i kommunen Cambiac
Referens:INSEE